# 부산 북항야구장
부산 북항야구장은 부산광역시에 건설 추진중인 야구장이다.

## 개요
오래 전부터 신축한 지 30년이 넘은 노후화된 사직야구장을 대신할 새로운 야구장 건설을 요구하는 목소리가 끊임없이 있었고 특히 사직 야구장은 다목적 용으로 신축된 종합경기장이었기 때문에 야구장으로 쓰기엔 부적합했다.
2008년부터 기존의 부산항의 업무가 부산 신항으로 옮겨지면서 오페라 하우스의 건설을 비롯한 여러 부속 시설을 짓는 재개발 계획이 세워졌다.
그러나 제한적인 수요만 있는 오페라 하우스 대신 야구장을 짓자는 시민단체와 여론의 목소리가 지속적으로 나오고 있으며 오페라 하우스 신축 비용 1700 억원 중 천 억원을 기부 예정인 롯데 그룹에서도 신동빈 회장이 직접 서병수 부산시장과 만나 북항 야구장 신축에 대한 언급을 함으로써 구체화 되기 시작했다.
그러나 북항 토지 매매 가격을 포함한 신축비용이 5천억원이라는 비싼 가격으로 인해 롯데 그룹이 제대로 야구장 건설에 나설지 의문스러운 반응도 존재한다.
그러나 또 다른 한편으로는 호텔과 쇼핑몰과 같은 상업시설을 야구장과 함께 짓는다면 충분히 롯데 그룹에서도 투자를 해봄직하다는 의견도 있다.
2015년 8월 부산광역시 김규옥 경제부시장은 "시민 야구장의 경우 오페라하우스 건립 확정으로 물건너가는 게 아니라 북항 재개발 2, 3단계에 맞춰 장기적으로 검토 가능한 사안"이라고 말했다. 이에 따라 향후 그려질 북항재개발 밑그림이 오페라하우스 건립 결정으로 다소 복잡하게 진행될 가능성이 높아지고 있으며 북항 야구장 사업이 불투명해지고 있다는 보도가 전해지기도 했다.
비슷한 시기에 롯데 그룹 경영권을 두고 신동빈, 신동주 두 형제간의 다툼이 일어났고 그로 인해 그룹 전체의 이미지가 크게 악화가 되었다. 결국 최종적으로 경영권을 가져간 신동빈 회장은 이러한 이미지 개선을 위해 적극적으로 야구단 투자와 더불어 인프라 투자도 병행해 북항야구장 신축에 대한 방안을 논의 하겠다고 밝혔다.
2018년 6월 지방선거에 출마해 당선된 오거돈 부산광역시장도 선거기간 동구 북항지역에 개방형 야구장 건립을 약속한 바 있다. 오 시장이 공약했던 북항 야구장 건립은 현재 기초작업이 진행되고 있다. 걸음마 단계인 것이다. 북항 지역에 야구장을 건립하는 것을 장기적으로 추진 중이지만 구체적인 청사진이 나오기까지는 시간이 걸릴 전망이다. 부산시 관계자는 “원점에서 시작하는 단계다. 부지가 아직 정해지지 않았기 때문에 구체적으로 결정된 것이 없다”고 밝혔다.
부산시는 새 야구장 건립을 북항 재개발 및 2030 엑스포와 연계해 추진할 계획이다. 북항 재개발의 일원으로 북항 부지에 신구장이 포함된 종합테마파크 건설이 추진된다. 부지가 결정되면 시민, 전문가, 롯데 구단 등의 의견을 수렴해 재원조달방안, 야구장 건립형태(개폐형 돔구장 혹은 개방형 야구장)등을 정할 예정이다.
신구장 건립은 임대형 민자사업(BTL), 오페라 하우스 건립 등 다른 시 현안들보다 후순위여서 더 많은 시간이 걸릴 수도 있을 것으로 예상된다. 야구장 건립방향 결정, 재원 조달 등 넘어야 할 산도 많다.
2019년 5월 23일 부산시가 사직야구장 노후 문제를 해결하기 위해 그동안 논의했던 재건축이나 이전 신축, 돔구장이나 개방형 등 위치와 형태에 구애받지 않고 원점에서 재검토하기로 했다. 시는 지난주 롯데 측에 사직구장 재개발과 관련, 염두에 둔 사업안이 있으면 시에 제시해 달라고 요청했다. 오거돈 부산시장도 최근 롯데그룹 측과 두 차례 접촉해 새 야구장과 관련한 롯데의 ‘통 큰 투자’를 권유하기도 했다.
이에 롯데 측은 사업 위치가 너무 광범위하기 때문에 가능한 장소 몇 곳을 시가 선정해 달라고 요청했다. 시는 일차적으로 사업 가능한 후보지를 검토해 부지 분석을 완료한 뒤 다음 주 중에 해당 자료를 롯데 측에 전달하기로 했다. 시는 롯데의 사업안을 바탕으로 올해 안에 사직구장 관련 기본계획을 수립한다는 계획이다.
시는 오 시장의 공약이기도 한 북항 개방형 야구장 계획까지 접고 새 야구장 문제를 원점에서 새로 검토하게 된 배경에 대해 사업자인 롯데에 자율권을 보장하기 위한 조치라고 밝혔다. 그동안 시 차원에서 새 야구장 관련 계획을 내놨을 뿐 정작 사업자인 롯데에 야구장 관련 사업 아이템이 있는지 공식적으로 문의한 적은 없었다. 시는 다른 지자체의 야구장 건립 사례에 비춰 볼 때 새 야구장을 짓는데 1500억~2000억 원가량 들어갈 것으로 예상하고 있으며, 이 중 35%를 국·시비로 지원하는 것을 고려 중이다.